# 北拉塔巴里
北拉塔巴里（Uttar Latabari），是印度西孟加拉邦杰尔拜古里县的一个城镇。总人口14447（2001年）。

## 人口
该地2001年总人口14447人，其中男性7399人，女性7048人；0—6岁人口1624人，其中男819人，女805人；识字率68.66%，其中男性为74.69%，女性为62.34%。